# Récompenses des Clippers de Los Angeles
Les Clippers de Los Angeles sont une franchise de basket-ball américaine évoluant dans la National Basketball Association. Cet article regroupe l'ensemble des récompenses des Clippers de Los Angeles durant les saisons NBA.

## Titres de l'équipe

### Champion NBA
Les Clippers n'ont gagné aucun titre NBA.

### Champion de conférence
Ils n'ont pas de titre de champion de conférence.

### Champion de division
Les Clippers ont été 3 fois champion de leur division : 2013, 2014 et 2024.
Ces titres ont été obtenus au sein de la division Pacifique.

## Titres individuels

### MVP
- Bob McAdoo – 1975

### Rookie de l'année
- Bob McAdoo – 1973
- Ernie DiGregorio – 1974
- Adrian Dantley – 1977
- Terry Cummings – 1983
- Blake Griffin – 2011

### 6ème homme de l'année
- Jamal Crawford (x2) – 2014, 2016
- Lou Williams (x2) – 2018, 2019
- Montrezl Harrell – 2020

### Meilleure progression de l'année
- Bobby Simmons – 2005

### Exécutif de l'année
- Eddie Donovan – 1974
- Elgin Baylor – 2006
- Lawrence Frank – 2020

### NBA Sportsmanship Award
- Elton Brand – 2006

### NBA Teammate of the Year
- Chauncey Billups – 2013

### NBA Hustle Award
- Montrezl Harrell – 2020

## Hall of Fame

### Joueurs
9 hommes ayant joué aux Clippers principalement, ou de façon significative pendant leur carrière ont été introduits au Basketball Hall of Fame (également appelé Naismith Memorial Basketball Hall of Fame).
| Joueur            | Activité aux Clippers | Activité aux Clippers   | Hall of Fame        |
| Joueur            | Années                | Titres avec Los Angeles | Année intronisation |
| ----------------- | --------------------- | ----------------------- | ------------------- |
| Bill Walton       | 1979–1985             | 0                       | 1993                |
| Bob McAdoo        | 1972–1976             | 0                       | 2000                |
| Moses Malone      | 1976                  | 0                       | 2001                |
| Dominique Wilkins | 1994                  | 0                       | 2006                |
| Adrian Dantley    | 1976–1977             | 0                       | 2008                |
| Jamaal Wilkes     | 1985                  | 0                       | 2012                |
| Grant Hill        | 2012–2013             | 0                       | 2018                |
| Paul Pierce       | 2015–2017             | 0                       | 2021                |
| Chauncey Billups  | 2011–2013             | 0                       | 2024                |

### Entraineurs, managers et contributeurs
| Personnalité       | Activité aux Clippers | Activité aux Clippers   | Activité aux Clippers | Hall of Fame        | Hall of Fame |
| Personnalité       | Années                | Titres avec Los Angeles | Fonction              | Année intronisation | Qualité      |
| ------------------ | --------------------- | ----------------------- | --------------------- | ------------------- | ------------ |
| Jack Ramsay        | 1972–1976             | 0                       | entraîneur            | 1992                | entraîneur   |
| Larry Brown        | 1992–1993             | 0                       | entraîneur            | 2002                | entraîneur   |
| Bill Fitch         | 1994–1998             | 0                       | entraîneur            | 2019                | entraîneur   |
| Cotton Fitzsimmons | 1977–1978             | 0                       | entraîneur            | 2021                | entraîneur   |

## Maillots retirés
La franchise des Clippers ne possède pas de maillots retirés à l'heure actuelle.

## Récompenses du All-Star Week-End

### Sélections au All-Star Game
Liste des joueurs sélectionnés pour le All-Star Game, en tant que joueur des Clippers de Los Angeles :
- Bob Kauffman (x3) – 1971, 1972, 1973
- Bob McAdoo (x3) – 1974, 1975, 1976
- Randy Smith (x2) – 1976, 1978
- Norm Nixon – 1985
- Marques Johnson – 1986
- Danny Manning (x2) – 1993, 1994
- Elton Brand (x2) – 2002, 2006
- Chris Kaman – 2010
- Blake Griffin (x5) – 2011, 2012, 2013, 2014, 2015
- Chris Paul (x5) – 2012, 2013, 2014, 2015, 2016
- DeAndre Jordan – 2017
- Kawhi Leonard (x3) – 2020, 2021, 2024
- Paul George (x3) – 2021, 2023, 2024
- James Harden – 2025

### MVP du All-Star Game
- Randy Smith – 1978
- Chris Paul – 2013
- Kawhi Leonard – 2020

### Vainqueur du concours de dunks
- Brent Barry – 1996
- Blake Griffin – 2011

## Distinctions en fin d'année

### All-NBA Team

#### All-NBA First Team
- Bob McAdoo – 1975
- Chris Paul (x3) – 2012, 2013, 2014
- DeAndre Jordan – 2016
- Kawhi Leonard – 2021

#### All-NBA Second Team
- Bob McAdoo – 1974
- Randy Smith – 1976
- Elton Brand – 2006
- Blake Griffin (x3) – 2012, 2013, 2014
- Chris Paul (x2) – 2015, 2016
- Kawhi Leonard (x2) – 2020, 2024

#### All-NBA Third Team
- Dominique Wilkins – 1994
- Blake Griffin – 2015
- DeAndre Jordan (x2) – 2015, 2017
- Paul George – 2021
- James Harden – 2025

### NBA All-Rookie Team

#### NBA All-Rookie First Team
- Elmore Smith – 1972
- Bob McAdoo – 1973
- Ernie DiGregorio – 1974
- John Shumate – 1976
- Adrian Dantley – 1977
- Terry Cummings – 1983
- Charles Smith – 1989
- Lamar Odom – 2000
- Darius Miles – 2001
- Al Thornton – 2008
- Blake Griffin – 2011

#### NBA All-Rookie Second Team
- Brent Barry – 1996
- Maurice Taylor – 1998
- Michael Olowokandi – 1999
- Eric Gordon – 2009
- Eric Bledsoe – 2011
- Shai Gilgeous-Alexander – 2019
- Landry Shamet – 2019

### NBA All-Defensive Team

#### NBA All-Defensive First Team
- Chris Paul (x6) – 2012, 2013, 2014, 2015, 2016, 2017
- DeAndre Jordan (x2) – 2015, 2016

#### NBA All-Defensive Second Team
- Patrick Beverley – 2020
- Kawhi Leonard (x2) – 2020, 2021
- Ivica Zubac – 2020